# Туристичка организација Града Пожаревца
| Tуристичка организација Града Пожаревца |                                        |
|                                         |                                        |
| Оснивач:                                | Град Пожаревац                         |
| Основана:                               | 9. јун 1995.                           |
| Седиште:                                | Табачка чаршија 1 , · Пожаревац Србија |
| Веб презентација                        | https://togp.rs/                       |
| Контакт:                                | 012/ 221 941                           |

Туристичка организација Града Пожаревца је основа 9. јуна 1995. године и наследник је Туристичког савеза општине Пожаревац која је основана Одлуком Скупштине општине Пожаревац са циљем да врши послове развоја, очувања и заштите туристичких вредности на територији градова Пожаревца и Костолца и територији општине, да врши и друге послове од значаја за развој информативно–пропагандне и промотивне делатности у туризму Пожаревца.
Туристичка организација Града Пожаревца је Одлуком Скупштине општине Пожаревац од 25. децембра 1964. године задужена за организацију туристичко–спортске манифестације „Љубичевске коњичке игре”

## Активности
- Израђује програм развоја Туризма и одговарајућих планских аката у складу са прописима о планирању и уређењу простора за туристичка места – центре, дестинације и локалитете на територији града Пожаревца.
- Подстиче унапређење општих послова за прихват и боравак туриста на територији града Пожаревца.
- Прати и анализира кретања на домаћем и иностраним тржиштима и организује истраживања туристичког тржишта од интереса за туристичку, информативну, пропагандну и маркетиншку делатност града Пожаревца.
- Усмерава и координира активност носилаца туристичке понуде на обогаћивању и подизању нивоа квалитета туристичких и комплементарних садржаја и стварању атрактивног туристичког амбијента у туристичким местима – центрима, дестинацијама и локалитетима на територији града Пожаревца.
- Организује туристичко информативно – пропагандне, маркетиншке и промотивне делатности, културне, спортске и друге манифестације од интереса за унапређење туризма града Пожаревца, са посебним акцентом на организацију Љубичевских коњичких игара као спортско – туристичке манифестације од ширег интереса.
- Програмира и организује туристичко – информативне центре и пунктове у циљу обавештавања посетилаца о туристичким, културним, историјским вредностима и спортским и другим садржајима града Пожаревца и шире.
- Обезбеђује пропагандно- информативна средства којима се популаришу и афирмишу могућности Града у туризму (издавачка, аудио – визуелна делатност, наступи на сајмовима и манифестацијама и друга пропагандна средства).
- Формира и развија јединствен информативни систем у туризму Пожаревца и обезбеђује његово повезивање са информативним системима у Републици Србији и иностранству, преко Туристичке организације Србије, и других сличних или сродних установа, институција И асоцијација.
- Усмерава и координира иницијативе и активности привредних субјеката и других организација на формирању и пласману туристичких производа.
- Сарађује са Туристичким организацијама Градова и општина у Републици Србији и иностранству или сродним установама, институцијама и асоцијацијама.
- Припрема Оперативни програм развоја туризма Пожаревца (туристичка понуда Града, излетнички туризам, угоститељски објекти, градске амбијенталне целине, туристичка пропаганда, ловни, спортски, омладински, транзитни и други туризам сувенири, амблеми Пожаревца, туристичка сарадња са другим градовима и општинама , организација туристичко информативне службе Града Пожаревца и др.)
- Покреће и организује активности у циљу побољшања квалитета услуга у туризму, развијање туристичке свести, туристичке културе и заштите и унапређење животне средине.
- Доноси програме туристичко – информативно – пропагандне и промотивне делатности.
- Врши комерцијалне послове у оквиру основне делатности туристичких информативних центара као: продаје сувенира, разгледница, туристичких брошура и других публикација, завичајног издаваштва, штампе, карата за путовања, улазница за концерте, позоришне, биоскопске и друге представе, услуге за пасошке документе, музејска, галеријска и угоститељска посредовања и друге послове из области туристичких услуга и међуагенцијских послова.
- Врши и друге послове утврђене Статутом и Законом.